# Trouble dysphorique prémenstruel
 Mise en garde médicale
 (mars 2024).
Le trouble dysphorique prémenstruel (TDPM) est un syndrome caractérisé par des symptômes émotionnels, cognitifs et physiques qui provoquent une détresse ou une altération importante chez les femmes pendant la phase lutéale du cycle menstruel. Les symptômes surviennent pendant la phase lutéale (entre l'ovulation et les règles), s'améliorent quelques jours après le début des règles et sont minimes ou absents dans la semaine qui suit les règles. Le TDPM a un impact profond sur la qualité de vie et augmente considérablement le risque d'idées suicidaires et même de tentatives de suicide. 5 à 8 % des femmes menstruées souffrent de ce trouble entraînant une détresse importante ou une altération fonctionnelle. Au sein de la population en âge de procréer, certaines femmes répondront aux critères du TDPM. Ce dernier est plus courant entre 25 et 35 ans, mais peut survenir à tout moment pendant les années de procréation.
Le trouble dysphorique prémenstruel est une forme plus sévère du syndrome prémenstruel.
La cause exacte du TDPM est actuellement inconnue. Cependant, comme les symptômes ne sont présents que pendant les cycles ovulatoires et disparaissent après les règles, on pense qu'ils sont causés par des fluctuations des hormones sexuelles gonadiques ou des variations de sensibilité aux hormones sexuelles.
En 2017, des chercheurs des National Institutes of Health ont découvert que les femmes atteintes de TDPM présentaient des modifications génétiques qui rendaient leurs voies de régulation émotionnelle plus sensibles aux œstrogènes et à la progestérone, ainsi qu'à leurs dérivés chimiques. Les chercheurs pensent que cette sensibilité accrue peut être responsable des symptômes du TDPM.
Certaines études ont suggéré que les personnes atteintes de TDPM sont plus à risque de développer une dépression post-partum après la grossesse, mais d'autres éléments vont à l'encontre de cette notion. Le TDPM a été ajouté à la liste des troubles dépressifs dans le Manuel diagnostique et statistique des troubles mentaux en 2013. Il a 11 principaux symptômes, et une femme doit en présenter au moins cinq pour être diagnostiquée avec TDPM. Environ 20 % des femmes présentent des symptômes du TDPM, mais en ont moins de cinq ou n'ont pas de déficience fonctionnelle.
Le traitement de première intention du TDPM consiste en des inhibiteurs sélectifs de la recapture de la sérotonine (ISRS). L'hormonothérapie avec des contraceptifs oraux contenant de la drospirénone (en) a également démontré son efficacité dans la réduction des symptômes du TDPM. La thérapie cognitivo-comportementale (TCC), qu'elle soit associée à des ISRS ou seule, s'est avérée efficace pour réduire la déficience. Les modifications alimentaires et l'exercice peuvent également être utiles, mais les études portant sur ces traitements n'ont pas démontré leur efficacité dans la réduction des symptômes du TDPM.

## Symptômes
Le TDPM affecte 3 à 8 % des femmes et suit la phase lutéale. Les symptômes débutent au début de la phase lutéale du cycle menstruel (après ovulation), diminuent lors des menstruations et disparaissent normalement la semaine suivante.
Les symptômes psychologiques sont généralement présents, et les troubles de l'humeur prennent généralement le dessus Ces humeurs incluent humeur dépressive, irritabilité et agressivité. Un isolement social n'est pas exclu chez les femmes atteintes de TDPM. Les principaux symptômes, n'affectant pas forcément tous l'individu, incluent :
- Sentiment de profond désespoir ou de tristesse, pensées de suicide possibles
- Sentiment de tension ou d'anxiété
- Forte sensibilité au rejet et aux critiques
- Crises de panique
- Humeur changeante, pleurs
- Irritabilité ou agressivité durable, forts conflits relationnels
- Apathie ou désintérêt des activités et relations journalières
- Difficulté de concentration
- Fatigue
- Fort appétit
- Insomnie ou hypersomnie ; sommeil plus fort que d'habitude, ou (dans une mineure partie des cas) incapacité à dormir
- Sentiment de ne pas se contrôler
- Intensification ou diminution du désir sexuel
- Fort besoin de se confier à autrui

Les symptômes physiques incluent notamment :
- gonflement des seins
- acné
- troubles du sommeil
- troubles du transit
- maux de tête
- douleurs musculaires
- vertiges.

## Physiopathologie
Les TDPM et ses symptômes de l'humeur ne sont présents que chez les femmes menstruées. Ainsi, les symptômes ne surviennent pas pendant la grossesse, après la ménopause ou chez les femmes qui ont des cycles anovulatoires. D'autres troubles de l'humeur persistent généralement à travers tous les événements de la vie reproductive et sont indépendants du cycle menstruel de la femme.
Le consensus actuel sur la cause du TDPM est une combinaison de sensibilité accrue aux niveaux fluctuants de certaines hormones (c'est-à-dire les hormones de la reproduction), de stress environnemental et de prédisposition génétique. Les hormones sexuelles – œstrogène et progestérone – sont neuroactives ; elles ont été notées dans des études sur les rats, comme étant impliquées dans les voies de la sérotonine. La sérotonine est impliquée dans la régulation de l'humeur aux côtés des œstrogènes, dont les récepteurs se trouvent dans le cortex préfrontal et l'hippocampe, les régions les plus connues pour leur implication dans la régulation de l'humeur et de la cognition en général,.
Bien que le moment des symptômes suggère des fluctuations hormonales comme cause du TDPM, un déséquilibre hormonal démontrable chez les femmes atteintes de TDPM n'a pas été identifié. En fait, les niveaux d'hormones reproductives et de leurs métabolites chez les femmes avec et sans TDPM sont indiscernables,,. On suppose plutôt que les femmes atteintes de TDPM sont plus sensibles aux niveaux normaux de fluctuations hormonales, principalement les œstrogènes et la progestérone, qui produisent des événements biochimiques dans le système nerveux qui provoquent les symptômes prémenstruels. Ces symptômes sont plus prédominants chez les femmes qui ont une prédisposition au trouble.
La prépondérance du trouble dysphorique prémenstruel permet d'écarter l'hypothèse d'un phénomène purement psychologique ou culturel. Le TDPM a été signalé par des femmes menstruées dans le monde entier, indiquant une base biologique qui n'est pas géographiquement sélective. Il est raisonnable de penser qu'il s'agit d'un symptôme à la fois de prédispositions génétiques et de variables environnementales, telles que le stress. La plupart des psychologues en déduisent que ce trouble est causé à la fois par une réaction au flux hormonal et également par des composants génétiques. Il existe des preuves de l'héritabilité des symptômes prémenstruels (rapportés rétrospectivement) à partir de plusieurs études sur les jumeaux et la famille réalisées dans les années 1990, l'héritabilité du TDPM s'avérant être d'environ 56 %,,.

### Facteurs génétiques
La question de savoir si ce trouble a ou non une base génétique spécifique est toujours en cours de discussion dans la communauté universitaire. Les facteurs génétiques possibles contribuant au TDPM n'ont pas encore fait l'objet de recherches approfondie. Plusieurs facteurs génétiques ont récemment été identifiés qui contribuent aux sautes d'humeur, dépression, irritabilité, augmentation de l'appétit, troubles du sommeil, acné, rétention d'eau, maux de tête, nausées et autres symptômes qui sont tous associés à ce trouble.
De nombreuses études ont noté qu'un polymorphisme du gène du facteur neurotrophique dérivé du cerveau (BDNF), un gène qui aide à soutenir les neurones dans leur fonction et leur survie dans le cerveau en créant une protéine qui aide à la croissance, à la maturation et au maintien de ces cellules , peut jouer un rôle dans l'apparition des symptômes du TDPM. En effet, le résultat de ce polymorphisme imite les caractéristiques du TDPM : humeurs volatiles, dépression et irritabilité centrées sur le cycle menstruel. Ce gène a été largement étudié dans son association avec la dépression et, de manière prometteuse pour la recherche sur le TDPM. Les souris homozygotes pour le polymorphisme BDNF présentaient des traits anxieux qui fluctuaient et changeaient autour de l'œstrus de la souris, analogues à la menstruation humaine, imitant ainsi certains des symptômes du TDPM.

### Facteurs de risque
On a également constaté que les facteurs de stress environnementaux augmentaient prospectivement le risque de symptômes du TDPM,. Les composants environnementaux tels que le stress, les fluctuations hormonales et l'épigénétique jouent un rôle clé dans la pathologie et l'apparition du trouble. Certaines études ont noté des preuves de traumatismes interpersonnels (violence domestique, traumatisme physique ou émotionnel ou toxicomanie) ou de changements saisonniers (rendant le TDPM potentiellement comorbide avec le trouble affectif saisonnier) ayant un impact sur le risque de TDPM,,.
Mais le trouble préexistant le plus courant trouvé chez les personnes diagnostiquées avec TDPM est la dépression majeure, dans laquelle ils l'ont réellement eue ou ont été mal diagnostiqués alors qu'ils n'auraient dû être diagnostiqués qu'avec TDPM.
Enfin, un facteur de risque facilement modifiable du TDPM est le tabagisme. Une méta-analyse a révélé un risque considérablement accru de développer un TDPM chez les femmes menstruées qui fument.

## Diagnostic
Les critères diagnostiques du TDPM sont fournis par un certain nombre de manuels médicaux experts. Le diagnostic peut être posé en demandant aux femmes qui cherchent un traitement pour le TDPM d'utiliser une méthode de cartographie quotidienne pour enregistrer leurs symptômes. La cartographie quotidienne aide à distinguer quand des troubles de l'humeur sont ressentis et permet de distinguer plus facilement le TDPM des autres troubles de l'humeur. Avec le TDPM, les symptômes de l'humeur ne sont présents que pendant la phase lutéale, ou les deux dernières semaines, du cycle menstruel. Alors que les symptômes de l'humeur dans le TDPM sont cycliques, d'autres troubles de l'humeur sont variables ou constants dans le temps. Bien qu'il n'y ait pas de consensus sur l'instrument le plus efficace pour confirmer un diagnostic de trouble dysphorique prémenstruel, plusieurs échelles validées pour enregistrer les symptômes prémenstruels comprennent le calendrier des expériences prémenstruelles (Calendar of Premenstrual Experiences - COPE), l'enregistrement quotidien de la gravité des problèmes (Daily Record of Severity of Problems - DRSP) et l'enregistrement prospectif de la Sévérité des Menstruations (Prospective Record of the Severity of Menstruation - PRISM),. Dans le contexte de la recherche, des seuils numériques normalisés sont souvent appliqués pour vérifier le diagnostic.

### DSM-5
Le DSM-5 a onze critères de diagnostic pour le TDPM comme le DSM-4.
Critère A :
Dans la majorité des cycles menstruels, au moins cinq symptômes doivent être présents dans la dernière semaine avant le début des règles, commencer à s'améliorer quelques jours après le début des menstruations, et deviennent minimes ou absentes dans les post-menstruations.
Critère B : Un (ou plusieurs) des symptômes suivants doit être présent :
1. Labilité émotionnelle marquée (par exemple, sautes d'humeur : sensation soudaine de tristesse ou larmes, ou sensibilité accrue au rejet).
2. Irritabilité ou colère marquée ou augmentation des conflits interpersonnels.
3. Humeur dépressive marquée, sentiment de désespoir ou pensées d'autodépréciation.
4. Anxiété marquée, tension et/ou sensation d'excitation ou d'énervement.

Critère C : Un (ou plusieurs) des symptômes suivants doit en plus être présent, pour atteindre un total de cinq symptômes lorsqu'il est combiné avec les symptômes du critère B ci-dessus.
1. Diminution de l'intérêt pour les activités habituelles (par exemple, le travail, l'école, les amis, les passe-temps).
2. Difficulté subjective de concentration.
3. Léthargie, fatigabilité facile ou manque marqué d'énergie.
4. Modification marquée de l'appétit; trop manger; ou des envies alimentaires spécifiques.
5. Hypersomnie ou insomnie.
6. Un sentiment d'être submergé ou perte de contrôle.
7. Symptômes physiques tels que sensibilité ou gonflement des seins, douleurs articulaires ou musculaires, sensation de « ballonnements » ou prise de poids.

Remarque : Les symptômes des critères A à C doivent avoir été présents pour la plupart des cycles menstruels qui sont survenus pendant l'année en cours.
Critère D : Les symptômes sont associés à une détresse cliniquement significative ou doivent avoir interféré avec le travail, l'école, les activités sociales habituelles ou les relations avec les autres (par exemple, évitement des activités sociales ; diminution de la productivité et de l'efficacité au travail, à l'école ou à la maison).
Critère E : Le trouble n'est pas simplement une exacerbation des symptômes d'un autre trouble, comme un trouble dépressif majeur, un trouble panique, un trouble dépressif persistant
(dysthymie), ou un trouble de la personnalité (bien qu'il puisse coexister avec l'un de ces troubles).
Critère F : Le critère A doit être confirmé par des évaluations quotidiennes prospectives pendant au moins deux cycles symptomatiques. (Remarque : le diagnostic peut être établi provisoirement avant cette confirmation.)
Critère G : Les symptômes ne sont pas attribuables aux effets physiologiques d'une substance (p. drogue donnant lieu à abus, un médicament, un autre traitement) ou une autre condition médicale (par exemple, l'hyperthyroïdie).

### DSM-4
Le DSM-4 a établi onze critères de diagnostic présents ci-dessous.
Selon le DSM-4, le diagnostic d'un TDPM requiert la présence dans la plupart des cycles menstruels de l'année écoulée, cinq ou plus de ces symptômes. Ils doivent apparaître au cours de la semaine précédent les règles (dernière semaine de la phase lutéale) et doivent s'améliorer après le début des règles. Ils sont absents pendant la première semaine après les règles.
Critère A : Au cours de la plupart des cycles menstruels de l'année écoulée, cinq ou plus des symptômes suivants ont été présents la plupart du temps lors de la dernière semaine de la phase lutéale. Ils se sont améliorés au cours des premiers jours de la phase folliculaire et sont demeurés absents pendant la première semaine après les règles. L'un des symptômes doit être 1., 2., 3. ou 4. : 
1. Humeur dépressive marquée, sentiments de désespoir ou autodépréciation (idées de dévalorisation)
2. Anxiété marquée, tensions, impression d'être noué, tendu, nerveux
3. Labilité émotionnelle marquée (par exemple, brusque sentiment de tristesse, envie de pleurer, hypersensibilité au rejet)
4. Colère ou irritabilité marquée et persistance ou augmentation des conflits interpersonnels
5. Diminution de l'intérêt pour les activités habituelles (par exemple, travail, école et amis, loisirs)
6. Difficultés subjectives à se concentrer
7. Léthargie, fatigabilité excessive ou perte d'énergie marquée
8. Modifications marquées de l'appétit, hyperphagie, envie impérieuse de certains aliments
9. Hypersomnie ou insomnie
10. Sentiment d'être débordé ou perte de contrôle
11. Autres symptômes physiques tels que tension ou gonflement des seins, céphalées, douleurs articulaires ou musculaires, impression d'"enfler", prise de poids

Critère B : La perturbation interfère nettement avec le travail ou l'activité scolaire, les activités sociales habituelles et les relations avec les autres 'par exemple, évitement des activités sociales, diminution de la productivité ou de l'efficacité au travail ou à l'école).
Critère C : La perturbation ne correspond pas seulement à l'exacerbation des symptômes d'un autre trouble comme un trouble dépressif majeur, un trouble de panique, un trouble dysthymique ou un trouble de la personnalité (bien qu'elle ne puisse se surajouter à chacun de ces troubles).
Critère D : Des évaluations quotidiennes prospectives réalisées pendant au moins deux cycles symptomatiques consécutifs doivent confirmer la présence des critères A, B et C (avant cette confirmation, le diagnostic peut être porté à titre provisoire.

### CIM-11
Les critères de diagnostic du TDPM sont également fournis par la Classification Internationale des Maladies (CIM) de l'Organisation Mondiale de la Santé (OMS)(CIM-11) de 2016 :
GA34.41 Trouble dysphorique prémenstruel
Description :
Au cours de la plupart des cycles menstruels de l'année écoulée, un ensemble de troubles de l'humeur (humeur dépressive, irritabilité), de symptômes somatiques (léthargie, douleurs articulaires, excès de nourriture) ou de symptômes cognitifs (difficultés de concentration, oublis) qui apparaissent plusieurs jours avant le début des règles commencent à s'améliorer quelques jours après le début des règles, puis diminuent ou disparaissent dans la semaine qui suit le début des règles. La relation temporelle entre les symptômes et les phases lutéale et menstruelle du cycle doit idéalement être confirmée par un journal chronologique des symptômes sur au moins deux cycles menstruels symptomatiques. Les symptômes sont suffisamment graves pour causer une souffrance ou une altération significative du fonctionnement personnel, familial, social, éducatif, professionnel ou dans d'autres domaines importants, et ne représentent pas l'exacerbation d'un trouble mental.

## Traitements

### Mode de vie
La pratique régulière du sport, ainsi que la réduction de la consommation de sucre simple, sel, alcool et caféine, permet de diminuer les symptômes.

### Compléments alimentaires
En 1998, une étude a montré l'efficacité d'une complémentation en carbonate de calcium et magnésium pour soulager ces symptômes,.

### Psychothérapie
Les thérapies cognitivo-comportementales (TCC), se sont avérées efficaces pour aider à gérer le syndrome prémenstruel classique, sont efficaces pour traiter les symptômes dépressifs liées au trouble dysphorique prémenstruel, en aidant les patientes à mieux contrôler leurs comportements et pensées. Bien qu’aucune des études conduites jusqu’à ce jour n’aboutisse à des résultats définitifs, beaucoup suggèrent que les approches psychothérapeutiques peuvent être utiles, au moins comme thérapie adjuvante du TDPM.
Des études sur des approches cognitivo-comportementales ont d’ailleurs montré que ce type de psychothérapie réduit significativement les symptômes,. Malheureusement, ces études manquent parfois d’un véritable groupe de contrôle et leur nombre de participants est réduit.
Une méta-analyse récente suggère que les psychothérapies existantes peuvent être principalement utiles pour réduire la déficience (plutôt que la gravité des symptômes) dans le PMDD.
Dans la pratique clinique, on constate toutefois une efficacité indiscutable de la psychothérapie en général, surtout si elle est pratiquée par un médecin expérimenté dans ce domaine.
Dans certains cas spécifiques, la psychothérapie peut d’ailleurs s’avérer déterminante et résolutive.

### Médicaments

#### Antidépresseurs
Les inhibiteurs sélectifs de la recapture de la sérotonine (ISRS) sont les médicaments donnés en première intention aux femmes souffrant de TDPM. La Food and Drug Administration américaine a approuvé l'usage de quatre médicaments de cette famille pour le traitement du TDPM : la Fluoxétine (sous forme de générique, de Prozac ou de Sarafem), la sertraline (Zoloft), la paroxétine (Paxil), et l'escitalopram oxalate (Lexapro). Les femmes prenant des ISRS pour soulager le TDPM signalent généralement une atténuation supérieure à 50 % des symptômes, ce qui représente une amélioration significative par rapport au placebo,.
Deux approches de dosage ont été étudiées : dosage continu (quotidien) et dosage lutéal (14 jours avant les menstruations et arrêt au début des règles),. Les deux schémas posologiques ont une efficacité similaire, certaines études récentes démontrant un meilleur contrôle des symptômes avec une administration continue,. Cela donne aux patients le contrôle de la façon dont ils veulent doser leurs médicaments en alliance avec le professionnel qui les suit.
Les inhibiteurs de la recapture de la sérotonine et de la noradrénaline (IRSN) ont également été étudiés dans le traitement du TDPM et ont démontré leur efficacité dans la réduction des symptômes. Ce sont une alternative pour les patients qui ne répondent pas aux ISRS. Cependant, ils sont plus susceptibles d'être dosés en continu en raison du syndrome d'arrêt des IRSN - une sensation pseudo-grippale causée par la baisse des taux sanguins d'IRSN.

#### Anxiolytiques
Deux médicaments généralement administrés pour réduire l'anxiété aiguë ont été étudiés dans le traitement du TDPM : l'alprazolam (Xanax) et la buspirone. L'alprazolam comporte un risque d'abus et provoque une dépression du système nerveux central et les résultats des essais cliniques n'ont pas montré les avantages du traitement. La buspirone a montré une efficacité inférieure à celle des ISRS, mais peut être utilisée comme traitement d'appoint ou comme alternative si les effets secondaires des ISRS sont intolérables pour le patient.

#### Traitements hormonaux
Un autre traitement approuvé par la FDA est l'utilisation de contraceptifs oraux contenant de l'Éthinylestradiol et de la drospirénone (en). Il a été montré que les contraceptifs contenant de la drospirenone et de bas niveaux d'œstrogène aident à baisser la sévérité des symptômes du TDPM, pendant au moins les trois premiers mois d'utilisation,. Les dispositifs transdermiques d'œstrogènes et intra-utérins contenant du lenovergestrel ont également eu une efficacité modeste. L'idée derrière l'utilisation des contraceptifs oraux est de supprimer l'ovulation, supprimant ainsi les fluctuations des hormones sexuelles.
Un autre traitement, généralement utilisé en dernier recours lorsque les autres options ont échoué, est l'injection d'un agoniste de l'hormone de libération des gonadotrophines (GnRH) avec des œstrogènes et de la progestérone ou de la tibolone en complément. Il s'agit d'un dernier recours car les antagonistes de la GnRH peuvent provoquer une ménopause médicale en fermant la voie du corps pour les hormones de reproduction appelées l'axe hypothalamo-hypohysaire et gonadique. En conséquence, la thérapie à la GnRH présente un risque accru d'ostéopénie (diminution de la densité osseuse) et de maladies cardiovasculaires. Cette thérapie est souvent réservée aux patientes qui envisagent une ménopause chirurgicale pour tester le résultat de la chirurgie.

### Chirurgie
Chez une minorité de patientes qui répondent à des critères spécifiques et dont les traitements médicamenteux sont inefficaces ou produisent des effets secondaires importants, l'hystérectomie et l'ovariectomie bilatérale suivies d'une œstrogénothérapie substitutive sont une option. En règle générale, l'utérus est retiré au cours de la même chirurgie, et les femmes se voient prescrire un patch d'œstrogènes à faible dose pour réduire les symptômes produits par la ménopause induite chirurgicalement. Cinq lignes directrices doivent être prises en compte avant de subir un traitement chirurgical :
- Le diagnostic de TDPM doit être confirmé
- Le traitement par agoniste de la GnRH doit être le seul traitement médical efficace et doit avoir été efficace de manière continue pendant au moins six mois
- La tolérance à la thérapie de remplacement des œstrogènes a été testée
- La femme ne désire plus d'enfants
- L'âge de la femme justifie encore plusieurs années de traitement[58].

## Histoire
La tension prémenstruelle a été décrite dans la littérature française du début du XIXe siècle. Près de cent ans plus tard, il y avait des descriptions américaines d'un changement de personnalité cyclique apparaissant 10 à 14 jours avant et se terminant de façon spectaculaire aux règles.
La catégorie de diagnostic a été discutée dans le DSM-IIIR (1987), dans lequel la condition proposée a été nommée « trouble dysphorique de la phase lutéale tardive » et a été incluse dans l'annexe en tant que catégorie de diagnostic proposée nécessitant une étude plus approfondie. Les préparatifs du DSM-IV ont conduit à un débat sur le fait de conserver la catégorie, de la conserver uniquement dans l'annexe ou de la supprimer entièrement ; les examinateurs ont déterminé que la condition était encore trop mal étudiée et définie, elle a donc été conservée dans l'annexe mais élaborée avec des critères de diagnostic pour faciliter de prochaines études.
Alors que les préparatifs étaient en cours en 1998 pour le DSM-IV-TR, le débat a été modifié, car Eli Lilly and Company a payé pour un vaste essai clinique de la fluoxétine comme traitement potentiel de la maladie, qui a ensuite été mené par des universitaires canadiens et publié dans le New England Journal of Medicine en 1995. D'autres études ont également été menées, dans lesquelles toutes ont constaté que la santé d'environ 60% des femmes atteintes de TDPM dans les essais s'est améliorée avec le médicament ; des représentants de Lilly & Co. et de la FDA ont participé à la discussion.
Diverses positions fortes ont été prises lors de ladite discussion. Sally Severino, une psychiatre, a fait valoir que parce que les symptômes étaient plus répandus aux États-Unis, le TDPM était un syndrome lié à la culture et non une condition biologique ; elle a également affirmé qu'il pathologisait inutilement les changements hormonaux du cycle menstruel. Jean Endicott, une autre psychiatre et présidente du comité, a fait valoir qu'il s'agissait d'une condition valide dont souffrent les femmes et qui devrait être diagnostiquée et traitée, et a affirmé que si les symptômes avaient été ressentis par les hommes, beaucoup plus d'efforts et de recherches auraient déjà été mis en place. En fin de compte, le comité a maintenu le TDPM en annexe.
La décision a été critiquée comme étant motivée par les intérêts financiers de Lilly, et peut-être par les intérêts financiers des membres du comité qui avaient reçu un financement de Lilly. Paula Caplan (en), une psychologue qui avait siégé au comité du DSM-IV, a noté au moment de la décision du DSM-IV-TR qu'il y avait des preuves que les suppléments de calcium pouvaient traiter le TDPM, mais le comité n'y a prêté aucune attention. Elle avait aussi affirmé que cette catégorie de diagnostic était préjudiciable aux femmes atteintes de TDPM, les amenant à croire qu'elles étaient mentalement malades et amenant potentiellement les autres à se méfier d'elles dans des situations aussi importantes que les promotions d'emploi ou les cas de garde d'enfants. Elle a qualifié le TDPM de faux trouble. Nada Stotland (en) s'est dite préoccupée par le fait que les femmes atteintes de TDPM pourraient en fait souffrir d'un état plus grave comme un trouble dépressif majeur ou être confrontées à des circonstances difficiles - telles que la violence domestique - et que leurs vrais problèmes pourraient donc ne pas être diagnostiqués et mal gérés si leur gynécologue leur diagnostique un TDPM et leur donne des médicaments pour le traiter.
La validité du TDPM a été une fois de plus fortement débattue au moment de créer le DSM-5 en 2008,. En fin de compte, il a été déplacé hors de l'annexe et placé dans le texte principal en tant que catégorie formelle. Une revue dans le Journal of Clinical Psychiatry (en) publiée en 2014 a examiné les arguments contre l'inclusion, qu'elle a résumés comme suit :
1. Le label TDPM nuira aux femmes économiquement, politiquement, juridiquement et dans leur vie domestique ;
2. il n'existe pas de label médical hormonal équivalent pour les hommes ;
3. la recherche sur le TDPM est défectueuse ;
4. le TDPM est une condition liée à la culture ;
5. le TDPM est dû à des facteurs situationnels plutôt que biologiques ;
6. le TDPM a été inventé par des sociétés pharmaceutiques à des fins lucratives[67].

Chaque argument a été abordé et les chercheurs ont trouvé :
1. Aucune preuve de préjudice ;
2. aucun trouble hormono-dépendant équivalent n'a été découvert chez les hommes malgré les recherches qui y ont été consacrées ;
3. la base de recherche a évolué et de nombreuses autres études de bonne réputation ont été réalisées ;
4. plusieurs cas de TDPM ont été rapportés ou identifiés ;
5. une petite minorité de femmes ont le trouble ;
6. bien qu'il y ait eu un conflit d'intérêts financier, cela n'a pas rendu la recherche disponible inutilisable[67],[6].

Il a été conclu que les femmes avaient toujours été sous-traitées et qu'on leur disait qu'elles inventaient leurs symptômes, et que des critères de diagnostic formels  susciteraient davantage de financement, de recherche, de diagnostic et de traitement pour les femmes atteintes de TDPM.